# Remaufens
Remaufens är en ort och kommun i distriktet Veveyse i kantonen Fribourg, Schweiz. Kommunen hade 1 285 invånare (2023).